# Lunas (Hérault)
Lunas ist eine ehemalige französische Gemeinde mit 672 Einwohnern (Stand: 1. Januar 2022) im Département Hérault in der Region Okzitanien. Sie gehörte zum Arrondissement Béziers. Die Einwohner werden Lunassiens und Lunassiennes genannt.
Lunas liegt an der Via Tolosana, einem der vier Jakobswege in Frankreich.
Der Erlass des Präfekten vom 27. Dezember 2024 legte mit Wirkung zum 1. Januar 2025 die Eingliederung von Lunas ohne Status einer Commune déléguée zusammen mit der früheren Gemeinde Dio-et-Valquières zur Commune nouvelle Lunas-les-Châteaux fest.

## Geografie

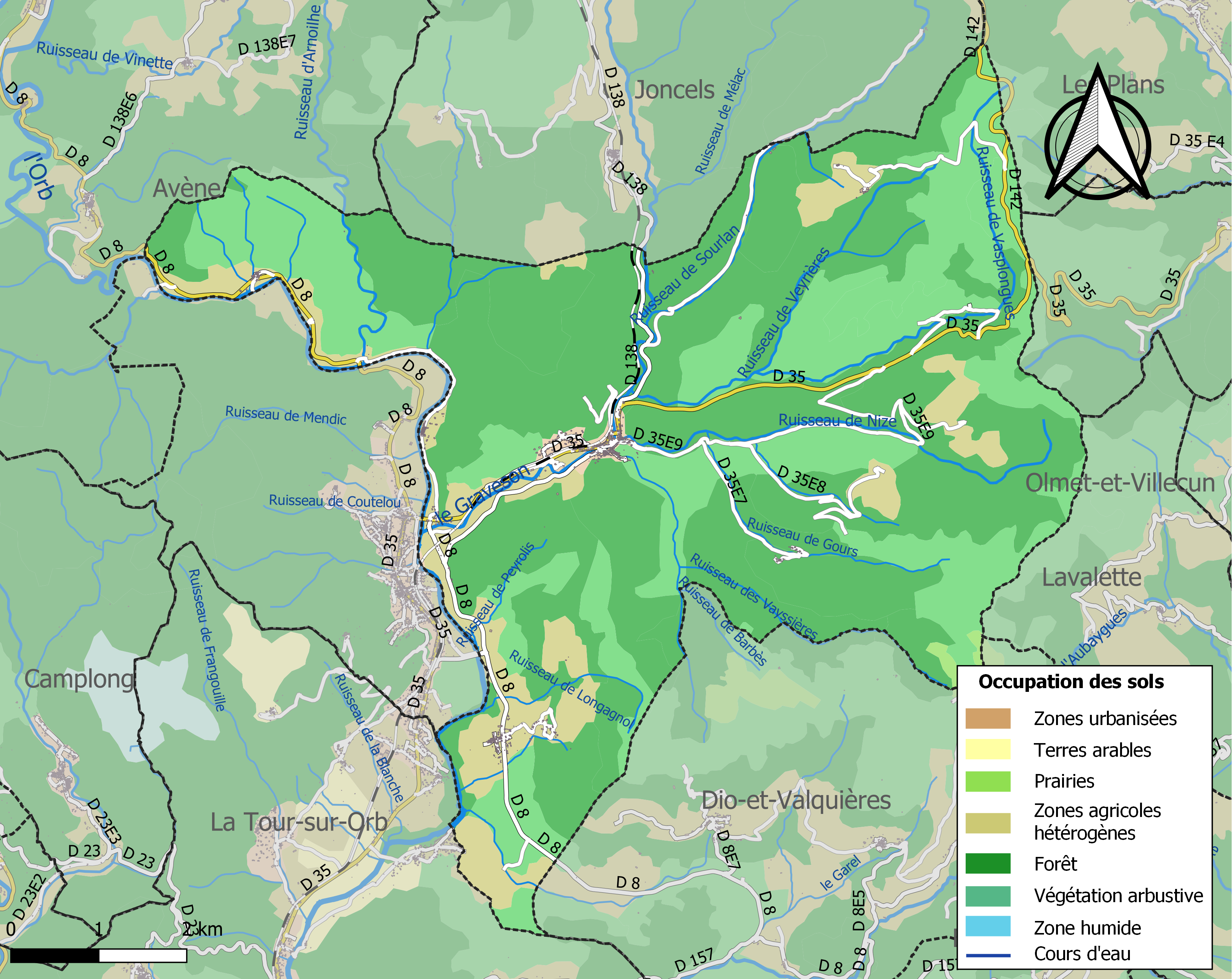
Bodennutzung, Hydrografie und Infrastruktur von Lunas (2018)

Lunas liegt etwa 10 Kilometer westsüdwestlich von Lodève, etwa 58 Kilometer westnordwestlich von Montpellier und etwa 41 Kilometer nördlich von Béziers in der historischen Provinz des Languedoc. Das Ortsgebiet am Südrand der Cevennen gehört zum Regionalen Naturpark Haut-Languedoc. Das Bodenrelief zeigt das eines Mittelgebirges mit Höhen insbesondere im Osten des Ortsareals über 700 m. Im Ort vereinigen sich die Flüsse Gravezon und Nize, die nach drei Kilometern in den Orb münden, der das Ortsgebiet im Westen begrenzt. Außerdem wird es vom Ruisseau d'Arnoye, vom Ruisseau de Sourlan, vom Ruisseau de Vasplongues, vom Ruisseau de Veyrières und verschiedenen kleineren Bächen entwässert. Das Ortszentrum beiderseits des Gravezon liegt auf etwa 275 m Höhe. Die niedrigste Erhebung wird mit 234 m im Südwesten beim Austritt des Orb aus dem Ortsgebiet gemessen.
Teile des Gebiets von Lunas gehören zu den ZNIEFF-Naturzonen „Massif de l’Escandorgue“ (910008320) und „Monts d’Orb“ (910010765). Lunas ist ausgesprochen bewaldet. Rund 57 % der Fläche sind bewaldet, 30 % sind Flächen mit Strauch- und/oder Kräutervegetation, rund 11 % werden landwirtschaftlich heterogen genutzt, rund 1 % entfällt auf bebaute Gebiete (Stand: 2018).
Umgeben wird Lunas von den Nachbargemeinden und dem Ortsteil von Lunas-les-Châteaux:
| Avène             | Joncels                                     | Les Plans Lodève |
| Le Bousquet-d’Orb | Kompassrose, die auf Nachbargemeinden zeigt | Lavalette        |
| La Tour-sur-Orb   | Dio-et-Valquières (Ortsteil)                | Octon            |

## Geschichte
Die Archäologie hat wissenschaftlich erwiesen, dass die Region Lunas seit sehr alter Zeit (etwa 3000 Jahre vor Jesus Christus) ununterbrochen bewohnt war. Die ersten Texte, die sie erwähnen, ist eine Urkunde der Abtei von Gelone aus dem Jahr 806, dem zweiten Regierungsjahr Karls des Kahlen, in der ein Mann namens Sigoald Rustan Erzbischof von Arles und Abt von Aniane, ein Feld in Lunas stiftet.

## Bevölkerungsentwicklung
| Lunas: Einwohnerzahlen von 1793 bis 2020                                                                                   | Lunas: Einwohnerzahlen von 1793 bis 2020 | Lunas: Einwohnerzahlen von 1793 bis 2020 | Lunas: Einwohnerzahlen von 1793 bis 2020 | Lunas: Einwohnerzahlen von 1793 bis 2020 |
| --- | ---------------------------------------- | ---------------------------------------- | ---------------------------------------- | ---------------------------------------- |
| Jahr |                                          |                                          |                                          | Einwohner                                |
| 1793 | 1793                                     |                                          | 938                                      | 938                                      |
| 1800 | 1800                                     |                                          | 868                                      | 868                                      |
| 1806 | 1806                                     |                                          | 1.191                                    | 1.191                                    |
| 1821 | 1821                                     |                                          | 1.365                                    | 1.365                                    |
| 1831 | 1831                                     |                                          | 1.493                                    | 1.493                                    |
| 1836 | 1836                                     |                                          | 1.498                                    | 1.498                                    |
| 1841 | 1841                                     |                                          | 1.504                                    | 1.504                                    |
| 1846 | 1846                                     |                                          | 1.420                                    | 1.420                                    |
| 1851 | 1851                                     |                                          | 1.474                                    | 1.474                                    |
| 1856 | 1856                                     |                                          | 1.474                                    | 1.474                                    |
| 1861 | 1861                                     |                                          | 1.407                                    | 1.407                                    |
| 1866 | 1866                                     |                                          | 1.303                                    | 1.303                                    |
| 1872 | 1872                                     |                                          | 1.356                                    | 1.356                                    |
| 1876 | 1876                                     |                                          | 1.330                                    | 1.330                                    |
| 1881 | 1881                                     |                                          | 1.283                                    | 1.283                                    |
| 1886 | 1886                                     |                                          | 1.227                                    | 1.227                                    |
| 1891 | 1891                                     |                                          | 1.186                                    | 1.186                                    |
| 1896 | 1896                                     |                                          | 1.137                                    | 1.137                                    |
| 1901 | 1901                                     |                                          | 1.149                                    | 1.149                                    |
| 1906 | 1906                                     |                                          | 1.134                                    | 1.134                                    |
| 1911 | 1911                                     |                                          | 1.111                                    | 1.111                                    |
| 1921 | 1921                                     |                                          | 1.089                                    | 1.089                                    |
| 1926 | 1926                                     |                                          | 1.190                                    | 1.190                                    |
| 1931 | 1931                                     |                                          | 1.185                                    | 1.185                                    |
| 1936 | 1936                                     |                                          | 1.106                                    | 1.106                                    |
| 1946 | 1946                                     |                                          | 1.049                                    | 1.049                                    |
| 1954 | 1954                                     |                                          | 1.066                                    | 1.066                                    |
| 1962 | 1962                                     |                                          | 858                                      | 858                                      |
| 1968 | 1968                                     |                                          | 670                                      | 670                                      |
| 1975 | 1975                                     |                                          | 609                                      | 609                                      |
| 1982 | 1982                                     |                                          | 604                                      | 604                                      |
| 1990 | 1990                                     |                                          | 591                                      | 591                                      |
| 1999 | 1999                                     |                                          | 638                                      | 638                                      |
| 2006 | 2006                                     |                                          | 647                                      | 647                                      |
| 2013 | 2013                                     |                                          | 652                                      | 652                                      |
| 2020 | 2020                                     |                                          | 668                                      | 668                                      |
| Quelle(n): EHESS/Cassini bis 1999, INSEE ab 2006 Anmerkung(en): Ab 1962 offizielle Zahlen ohne Einwohner mit Zweitwohnsitz |                                          |                                          |                                          |                                          |

Bis in die 1950er Jahre lebten mehr als 1000 Bewohner in Lunas, 1841 in der Spitze über 1500, bis eine Stagnation der Einwohnerzahl einsetzte.

## Sehenswürdigkeiten
- Ruinen der präromanischen Kapelle Saint-Georges aus dem späten 9. oder frühen 10. Jahrhundert, seit 1997 als Monument historique klassifiziert
- Romanische Pfarrkirche Saint-Pancrace mit Ursprüngen aus dem 12. Jahrhundert, seit 2001 als Monument historique eingeschrieben
- Pfarrkirche Saint-Saturnin im Weiler Caunas aus dem 17. Jahrhundert
- Kapelle Notre-Dame de Nize präromanischen Ursprungs mit einem Langhaus aus dem 12. Jahrhundert, seit 2001 als Monument historique eingeschrieben
- Ruinen der Kapelle Saint-Nicolas aus dem 12. Jahrhundert
- Kapelle Saint-Amans, 1868 an der Stelle einer ehemaligen Einsiedelei errichtet
- Schloss, vermutlich aus dem 16. Jahrhundert
- Häuser aus dem 16. bis 19. Jahrhundert
- Flurkreuze aus dem 18. Jahrhundert

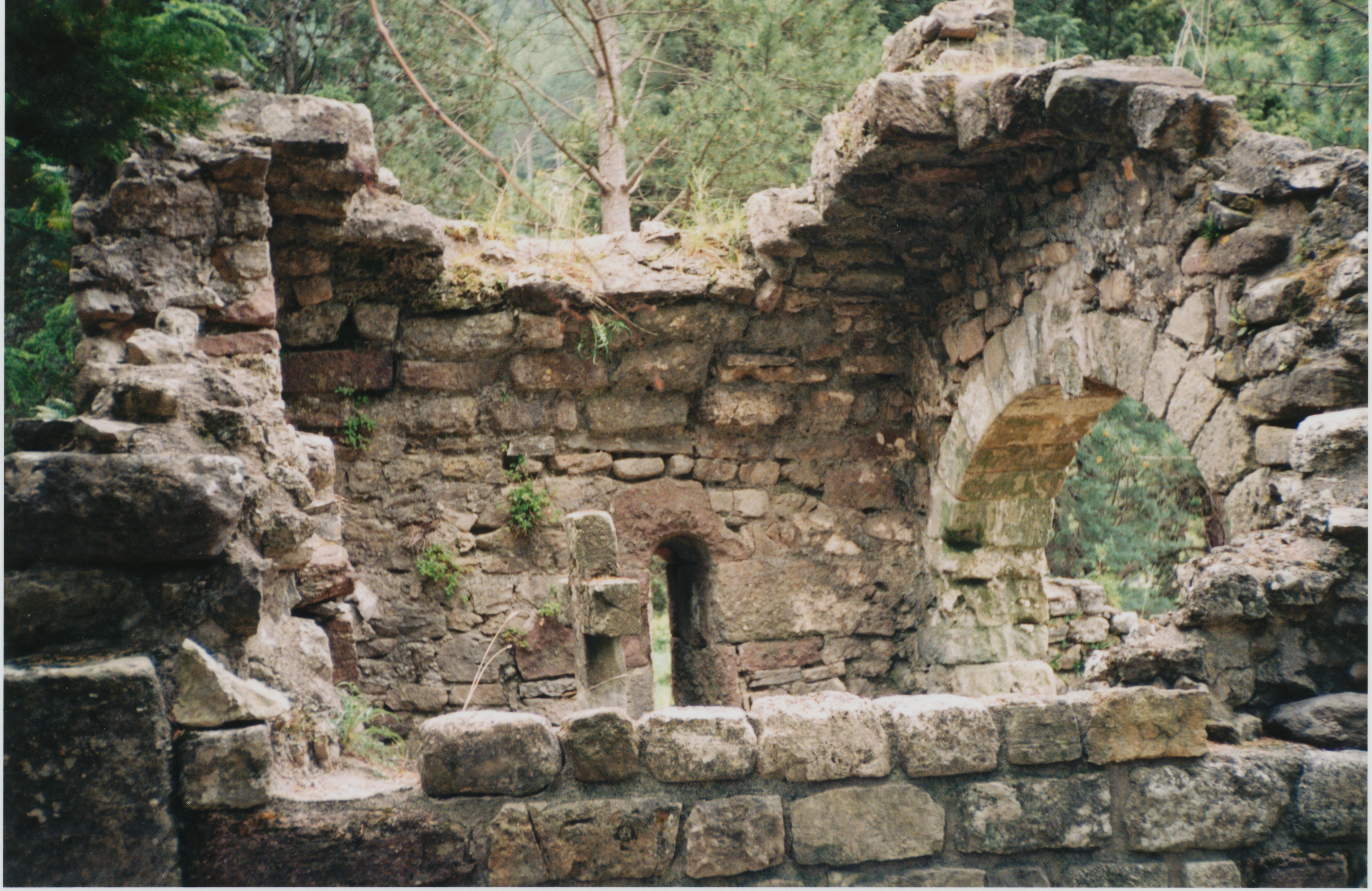
Ruinen der Kapelle Saint-Georges
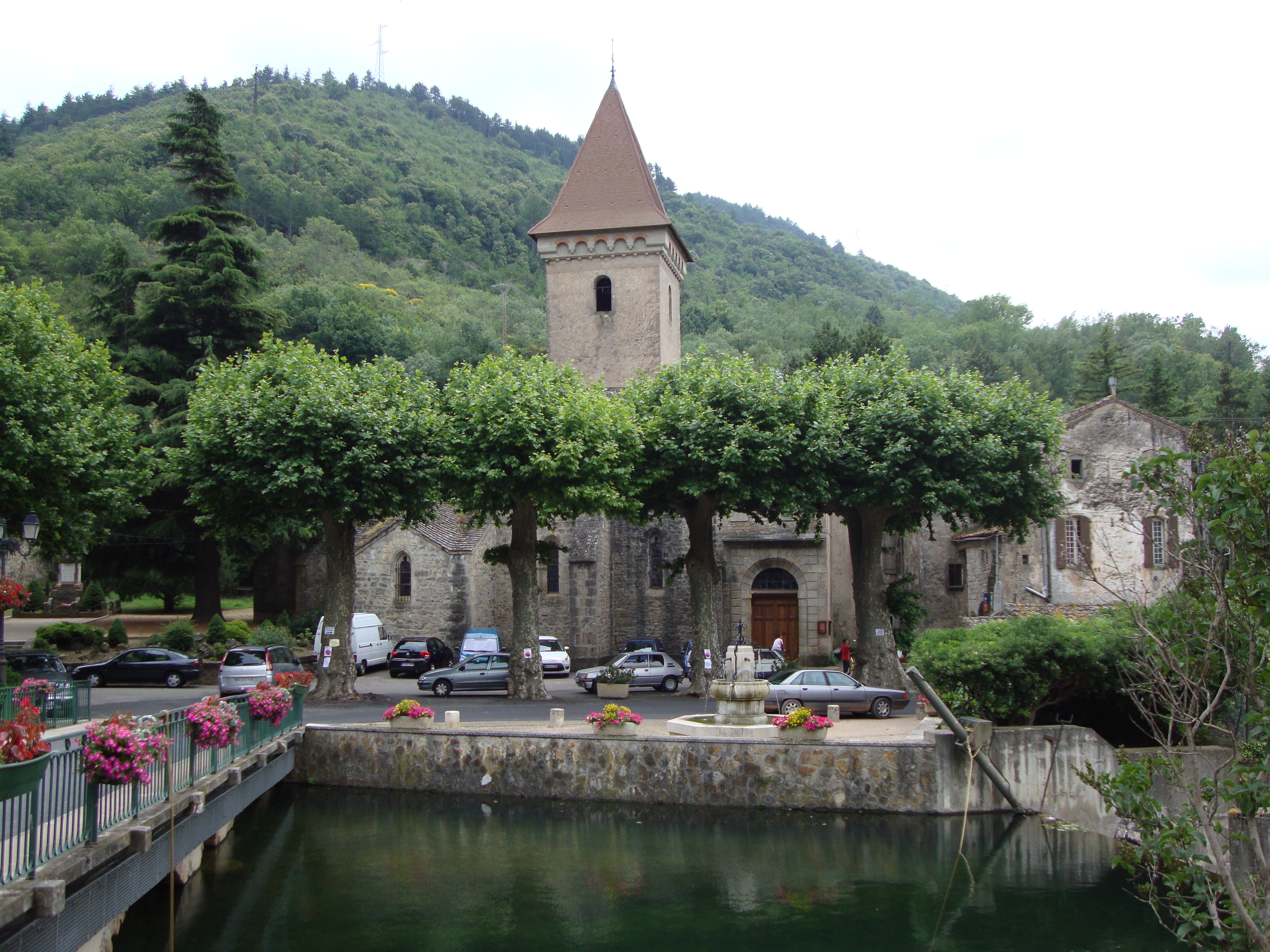
Pfarrkirche Saint-Pancrace
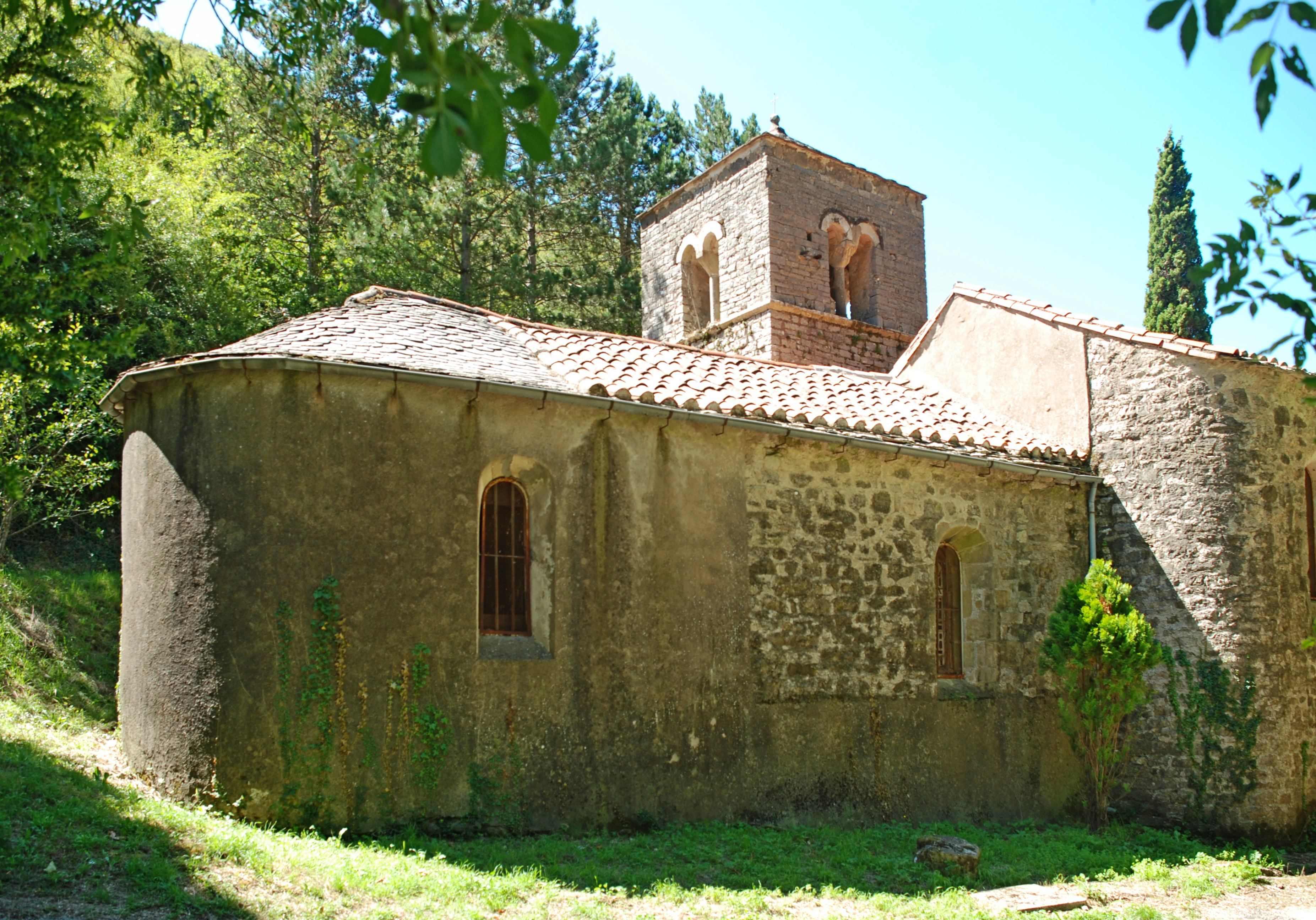
Kapelle Notre-Dame de Nize
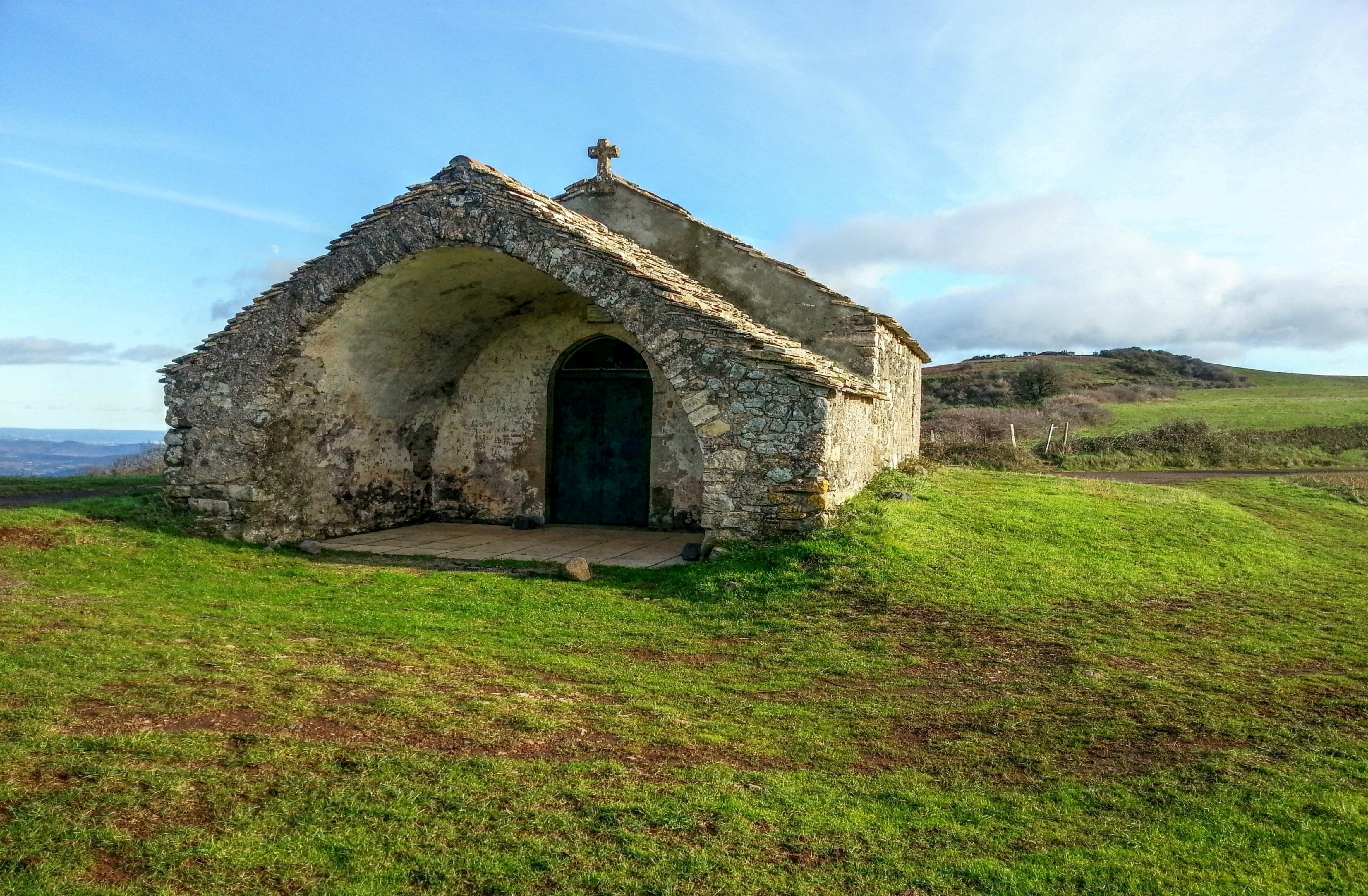
Kapelle Saint-Amans